# Gary W. Billings
| 13405 Dorisbillings | 21 settembre 1999 |
| 40463 Frankkameny   | 15 settembre 1999 |

Gary W. Billings (...) è un astronomo amatoriale canadese, di professione geofisico.
Il Minor Planet Center gli accredita la scoperta di sei asteroidi, effettuate tutte nel 1999.
Gli è stato dedicato l'asteroide 73703 Billings.. Nel 2013 ha ricevuto il Merit Award .